# Typhaeus typhoeus
Typhaeus typhoeus es una especie de coleóptero de la familia Geotrupidae.

## Distribución geográfica
Habita en el paleártico: en el Magreb y en Europa.